# Policristalino

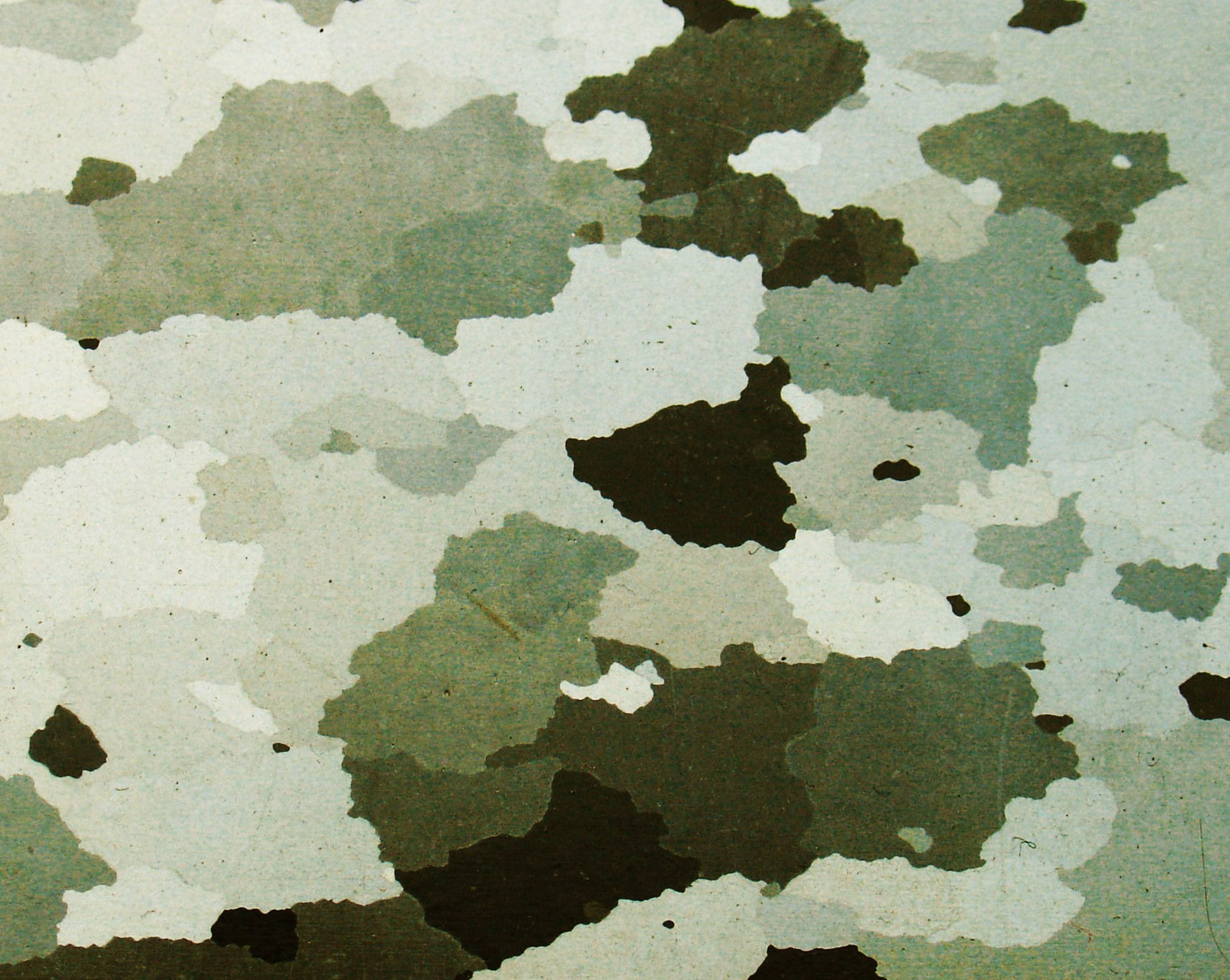
Fotografía de la estructura policristalina (cubierta removida) de un acero eléctrico

Un policristal o material policristalino es un agregado de pequeños cristales de cualquier sustancia, a los cuales, por su forma irregular, a menudo se les denomina cristalitas o granos cristalinos. Muchos materiales de origen tanto natural (minerales y metales) como sintético (metales, aleaciones, cerámica, etcétera) son policristales.

## Propiedades
Las propiedades de los policristales están condicionadas por las propiedades de los granos cristalinos componentes, tales como:
- Tamaño medio. Comúnmente varía entre 1 y 2 micrones (« micras »), de símbolo μ, hasta unos cuantos milímetros, y en algunos casos hasta unos cuantos metros.

- Orientación cristalográfica de los granos. Si los granos están orientados caóticamente y son pequeños comparados con el policristal, en éste no se detecta anisotropía de las propiedades físicas, la cual es propia de monocristales.

- Estructura del borde de grano. Así mismo, si en el policristalino hay una predominante orientación cristalográfica de los granos, el policristal se denomina texturizado. En este caso existe anisotropía de las propiedades. Puesto que en los bordes de los granos hay dispersión de electrones de conductibilidad, fonones, frenaje de dislocaciones, etcétera, los bordes influyen esencialmente en las propiedades físicas –especialmente en las mecánicas– de los policristales.

Los policristales se generan por cristalización, o por transformaciones polimórficas, o como resultado de aglomeración de polvos cristalinos. Son menos estables que los monocristales. Por lo tanto, al someter un policristal a recocido prolongado se puede producir recristalización: crecimiento preponderante de unos cuantos granos a costa de otros, que culmina en formación de grandes bloques cristalinos.